# Solanum erythracanthum
Solanum erythracanthum là loài thực vật có hoa trong họ Cà. Loài này được Bojer ex Dunal miêu tả khoa học đầu tiên năm 1852.